# 愛知県道333号切山夏山線
愛知県道333号切山夏山線（あいちけんどう333ごう きりやまなつやません）は、愛知県岡崎市内を通る一般県道である。

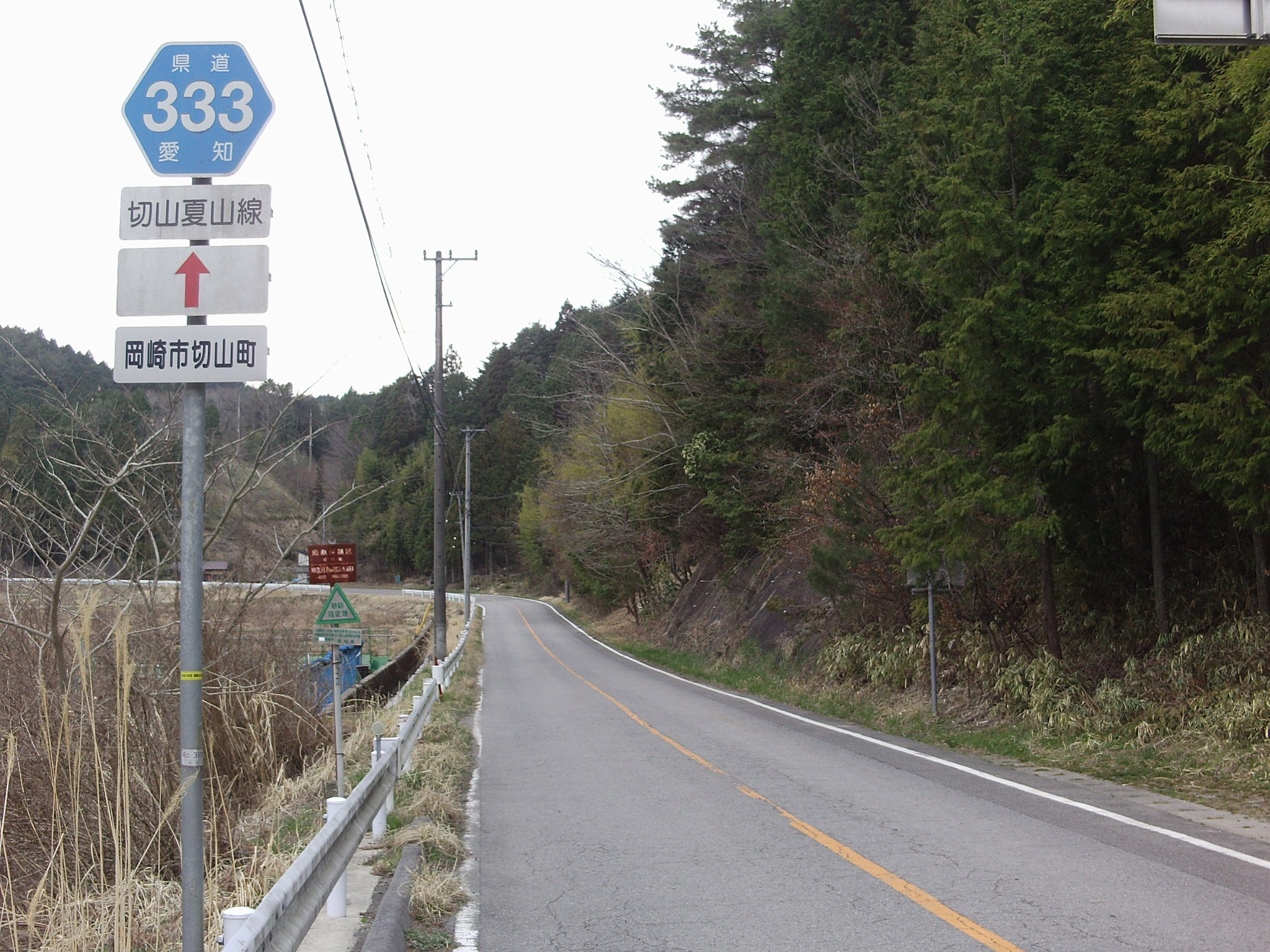
起点の切山町。ここから千万町茅葺屋敷のあった千万町などを通り抜ける。田園風景の区間が長い。

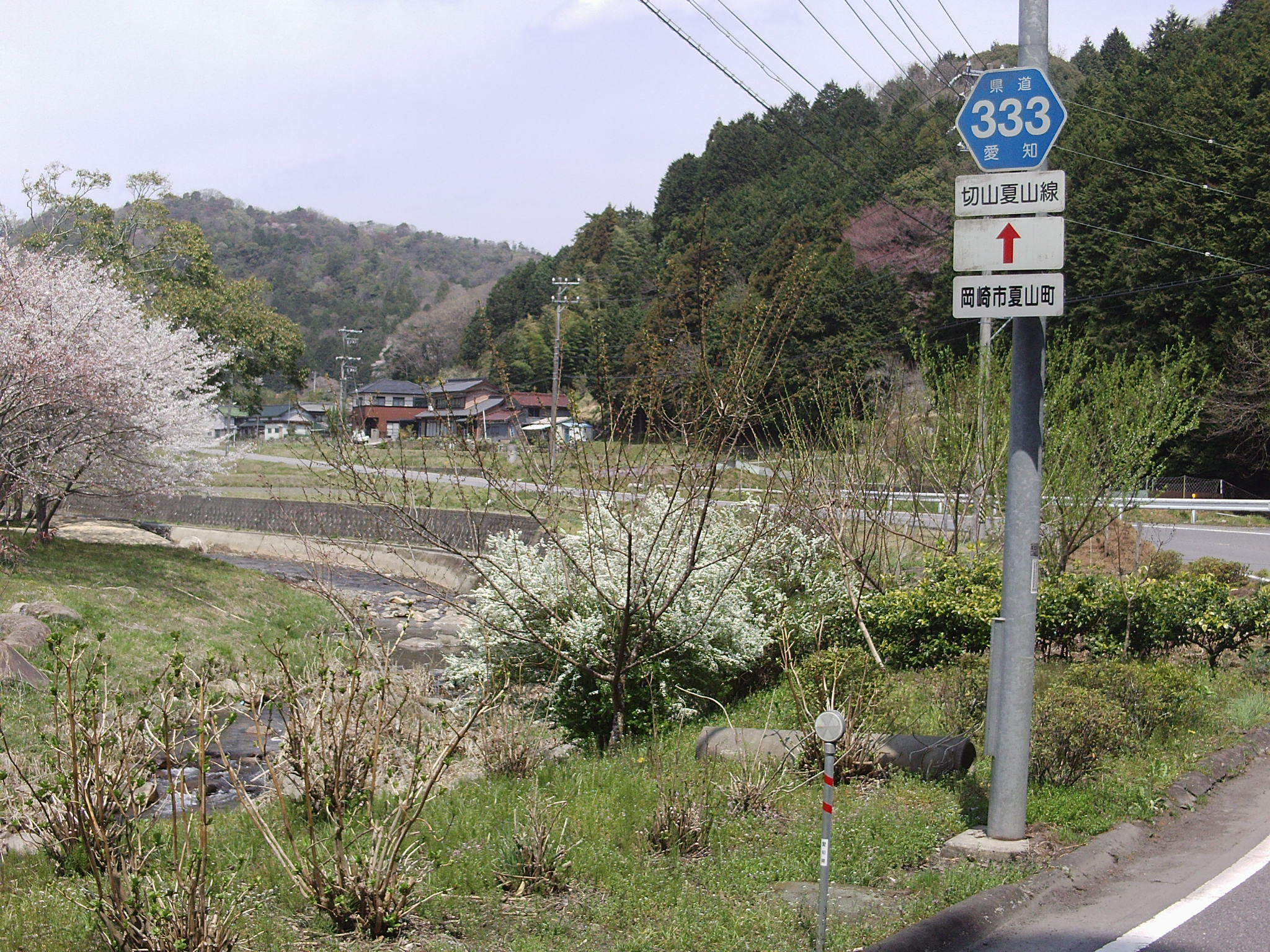
夏山川に沿うようにして通る夏山町のメインロード。

## 概要

### 路線データ
- 起点：愛知県岡崎市切山町（国道301号交点）
- 終点：愛知県岡崎市夏山町（国道473号交点）
- 全長：約17.5km

## 沿革
- 1959年12月15日 認定

## 通過する自治体
- 愛知県
  - 岡崎市

## 交差・接続する道路
- 国道301号（挙母街道）・愛知県道35号岡崎設楽線（作手街道）（岡崎市切山町、丁字路）
- 岡崎市道千万町巴山2号線（岡崎市千万町町：新城市作手地区への近道）
- 愛知県道334号千万町豊川線（岡崎市千万町町：丁字路、千万町坂方面）
- 岡崎市道木下笠井線（岡崎市木下町字竹ノ花：県道35号に接続）
- 岡崎市道宮崎木下線（岡崎市木下町字炭矢：寸五郎坂方面）
- 国道473号（旧愛知県道36号阿蔵本宿線、岡崎市夏山町字上平瀬：鬼沢橋南詰、丁字路）

## 沿線
- 愛知県野外教育センター
- 巴山
- 乙川
- 旧岡崎市立千万町小学校
- 寸五郎坂：木下町炭矢-宮崎町の峠道で自動車通行不可
- 東向寺
- 大宝山
- 夏山川
- 平針川
- 華蔵院
- 岡崎市立夏山小学校